# Primera División de voleibol 1970-71
La temporada 1970/1971 de la Liga Nacional de Voleibol fue la VII edición de la competición. Tuvo como campeón al Club Atlético de Madrid.

## Clasificación
| Pos | Equipo                         | PJ | PG | PP | SF | SC | Pt. |
| --- | ------------------------------ | -- | -- | -- | -- | -- | --- |
| 1   | Club Atlético de Madrid        | 14 | 13 | 1  | 41 | 8  | 27  |
| 2   | Real Madrid C.F.               | 14 | 12 | 2  | 39 | 9  | 26  |
| 3   | C.D. Hispano Francés Barcelona | 14 | 11 | 3  | 35 | 13 | 25  |
| 4   | Picadero J.C. Barcelona        | 14 | 5  | 9  | 22 | 29 | 19  |
| 5   | R.G.C. Covadonga Gijón         | 14 | 5  | 9  | 20 | 35 | 19  |
| 6   | C.D. Universitario Valladolid  | 14 | 4  | 10 | 19 | 33 | 18  |
| 7   | C.N. Badalona                  | 14 | 3  | 11 | 12 | 38 | 17  |
| 8   | A.D. Esmena Gijón              | 14 | 3  | 11 | 15 | 38 | 17  |

La promoción la disputaron Club Natación Badalona y Carolinas de Alicante